# STAG1
STAG1（stromal antigen 1）もしくはSA1は、ヒトではSTAG1遺伝子にコードされるタンパク質である。SA1はコヒーシン複合体のサブユニットであり、姉妹染色分体間の接着（cohesion）、相同組換え、DNAのループ構造の形成を媒介する。体細胞ではコヒーシンはSMC3、SMC1、RAD21、そしてSA1またはSA2のいずれかから形成されるが、減数分裂時にはSMC3、SMC1B、REC8、SA3から形成される。

## 構造

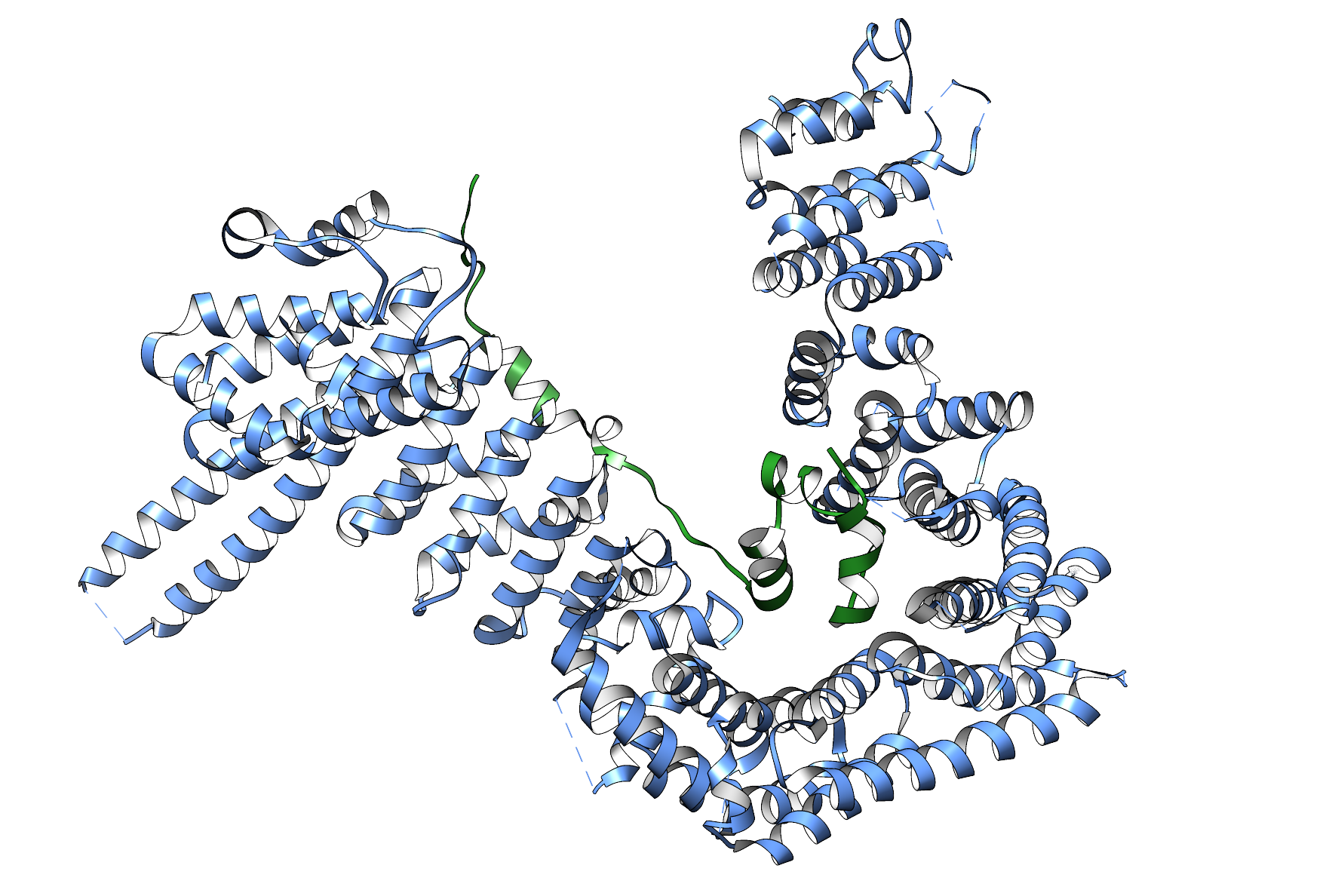
SA1のパラログであるSA2（青）とRAD21（緑）の構造。。

SA1は、コヒーシン複合体のコアサブユニットである酵母Scc3タンパク質のヒトホモログ（SA1、SA2、SA3）のうちの1つである。SA1とSA2は体細胞で発現しているのに対し、SA3は減数分裂細胞で主に発現している。ヒトでは、多くの細胞種でSA2がSA1よりも多く存在するが、SA1はゲノムドメインの確立において、そしてSA2は組織特異的転写においてより重要な役割を果たしているようである。
SA1はRAD21サブユニットを介してコヒーシンに結合しており、他の調節サブユニットのためのプラットフォームとして機能する。SA1とSA2の配列は75%保存されているが、N末端領域とC末端領域に差異がみられる。SA1のN末端領域には明瞭なATフックが存在する。

## 機能
SA1はコヒーシンのローディングと放出の双方を調節している。SA1は特にテロメアの接着に機能している。
マウスでは、SA1は胚発生に必要であり、発現しない場合には致死となることが示されている。